# 黑腹艾蛛
黑腹艾蛛（学名：Cyclosas nigra）为园蛛科艾蛛属的动物。在中国大陆，分布于云南等地。该物种的模式产地在云南。其种加词“nigra”意为“黑色的，暗色的”。